# Chặng đua TT Assen 2023
Chặng đua TT Assen 2023 còn được gọi là chặng đua TT Hà Lan 2023 là chặng đua thứ 8 của mùa giải đua xe MotoGP 2023. Chặng đua diễn ra từ ngày 23/06/2023 đến ngày 25/06/2023 ở trường đua TT Assen, Hà Lan.
Ở thể thức MotoGP, tay đua giành chiến thắng cuộc đua Sprint race là Marco Bezzecchi của đội đua VR46. Tay đua giành chiến thắng cuộc đua chính là Francesco Bagnaia của đội đua Ducati Corse. Bagnaia tiếp tục dẫn đầu bảng xếp hạng tổng với 194 điểm.

## Kết quả phân hạng thể thức MotoGP
| Fastest session lap |

| Stt                | Số xe | Tay đua               | Xe      | Kết quả      | Kết quả  |
| Stt                | Số xe | Tay đua               | Xe      | Q1           | Q2       |
| ------------------ | ----- | --------------------- | ------- | ------------ | -------- |
| 1                  | 72    | Marco Bezzecchi       | Ducati  | Vào thẳng Q2 | 1'31.472 |
| 2                  | 1     | Francesco Bagnaia     | Ducati  | Vào thẳng Q2 | 1'31.533 |
| 3                  | 10    | Luca Marini           | Ducati  | Vào thẳng Q2 | 1'31.630 |
| 4                  | 20    | Fabio Quartararo      | Yamaha  | Vào thẳng Q2 | 1'31.671 |
| 5                  | 33    | Brad Binder           | KTM     | Vào thẳng Q2 | 1'31.704 |
| 6                  | 41    | Aleix Espargaró       | Aprilia | Vào thẳng Q2 | 1'31.812 |
| 7                  | 12    | Maverick Viñales      | Aprilia | Vào thẳng Q2 | 1'31.837 |
| 8                  | 5     | Johann Zarco          | Ducati  | 1'31.993     | 1'31.881 |
| 9                  | 73    | Álex Márquez          | Ducati  | Vào thẳng Q2 | 1'31.898 |
| 10                 | 89    | Jorge Martín          | Ducati  | Vào thẳng Q2 | 1'32.170 |
| 11                 | 88    | Miguel Oliveira       | Aprilia | 1'32.087     | 1'32.174 |
| 12                 | 43    | Jack Miller           | KTM     | Vào thẳng Q2 | 1'32.715 |
| 13                 | 49    | Fabio Di Giannantonio | Ducati  | 1'32.185     | N/A      |
| 14                 | 30    | Takaaki Nakagami      | Honda   | 1'32.497     | N/A      |
| 15                 | 21    | Franco Morbidelli     | Yamaha  | 1'32.530     | N/A      |
| 16                 | 25    | Raúl Fernández        | Aprilia | 1'32.671     | N/A      |
| 17                 | 93    | Marc Márquez          | Honda   | 1'32.672     | N/A      |
| 18                 | 23    | Enea Bastianini       | Ducati  | 1'32.844     | N/A      |
| 19                 | 32    | Lorenzo Savadori      | Aprilia | 1'33.008     | N/A      |
| 20                 | 6     | Stefan Bradl          | Honda   | 1'33.040     | N/A      |
| 21                 | 37    | Augusto Fernández     | KTM     | 1'33.082     | N/A      |
| 22                 | 27    | Iker Lecuona          | Honda   | 1'33.088     | N/A      |
| 23                 | 94    | Jonas Folger          | KTM     | 1'33.300     | N/A      |
| Kết quả chính thức |       |                       |         |              |          |

## Kết quả Sprint race
| Stt                                                             | Số xe | Tay đua               | Đội đua                      | Xe      | Lap | Kết quả   | Xuất phát | Điểm |
| --------------------------------------------------------------- | ----- | --------------------- | ---------------------------- | ------- | --- | --------- | --------- | ---- |
| 1                                                               | 72    | Marco Bezzecchi       | Mooney VR46 Racing Team      | Ducati  | 13  | 20:09.174 | 1         | 12   |
| 2                                                               | 1     | Francesco Bagnaia     | Ducati Lenovo Team           | Ducati  | 13  | +1.294    | 2         | 9    |
| 3                                                               | 20    | Fabio Quartararo      | Monster Energy Yamaha MotoGP | Yamaha  | 13  | +1.872    | 4         | 7    |
| 4                                                               | 41    | Aleix Espargaró       | Aprilia Racing               | Aprilia | 13  | +2.245    | 6         | 6    |
| 5                                                               | 33    | Brad Binder           | Red Bull KTM Factory Racing  | KTM     | 13  | +4.582    | 5         | 5    |
| 6                                                               | 89    | Jorge Martín          | Prima Pramac Racing          | Ducati  | 13  | +5.036    | 10        | 4    |
| 7                                                               | 12    | Maverick Viñales      | Aprilia Racing               | Aprilia | 13  | +5.876    | 7         | 3    |
| 8                                                               | 23    | Enea Bastianini       | Ducati Lenovo Team           | Ducati  | 13  | +10.102   | 18        | 2    |
| 9                                                               | 73    | Álex Márquez          | Gresini Racing MotoGP        | Ducati  | 13  | +10.525   | 9         | 1    |
| 10                                                              | 10    | Luca Marini           | Mooney VR46 Racing Team      | Ducati  | 13  | +10.556   | 3         |      |
| 11                                                              | 43    | Jack Miller           | Red Bull KTM Factory Racing  | KTM     | 13  | +11.191   | 12        |      |
| 12                                                              | 30    | Takaaki Nakagami      | LCR Honda Idemitsu           | Honda   | 13  | +11.473   | 14        |      |
| 13                                                              | 5     | Johann Zarco          | Prima Pramac Racing          | Ducati  | 13  | +15.439   | 8         |      |
| 14                                                              | 37    | Augusto Fernández     | GasGas Factory Racing Tech3  | KTM     | 13  | +17.754   | 21        |      |
| 15                                                              | 21    | Franco Morbidelli     | Monster Energy Yamaha MotoGP | Yamaha  | 13  | +19.508   | 15        |      |
| 16                                                              | 32    | Lorenzo Savadori      | Aprilia Racing               | Aprilia | 13  | +19.664   | 19        |      |
| 17                                                              | 93    | Marc Márquez          | Repsol Honda Team            | Honda   | 13  | +19.916   | 17        |      |
| 18                                                              | 25    | Raúl Fernández        | CryptoData RNF MotoGP Team   | Aprilia | 13  | +20.583   | 16        |      |
| 19                                                              | 88    | Miguel Oliveira       | CryptoData RNF MotoGP Team   | Aprilia | 13  | +24.269   | 11        |      |
| 20                                                              | 27    | Iker Lecuona          | Repsol Honda Team            | Honda   | 13  | +24.727   | 22        |      |
| 21                                                              | 94    | Jonas Folger          | GasGas Factory Racing Tech3  | KTM     | 13  | +32.056   | 23        |      |
| 22                                                              | 6     | Stefan Bradl          | LCR Honda Castrol            | Honda   | 13  | +35.372   | 20        |      |
| Ret                                                             | 49    | Fabio Di Giannantonio | Gresini Racing MotoGP        | Ducati  | 3   | Ngã xe    | 13        |      |
| Fastest sprint lap: Marco Bezzecchi (Ducati) – 1:32.353 (lap 3) |       |                       |                              |         |     |           |           |      |
| Kết quả chính thức                                              |       |                       |                              |         |     |           |           |      |

## Kết quả đua chính thể thức MotoGP
| Stt                                                    | Số xe | Tay đua               | Đội đua                      | Xe      | Lap | Kết quả        | Xuất phát | Điểm |
| ------------------------------------------------------ | ----- | --------------------- | ---------------------------- | ------- | --- | -------------- | --------- | ---- |
| 1                                                      | 1     | Francesco Bagnaia     | Ducati Lenovo Team           | Ducati  | 26  | 40:37.640      | 2         | 25   |
| 2                                                      | 72    | Marco Bezzecchi       | Mooney VR46 Racing Team      | Ducati  | 26  | +1.223         | 1         | 20   |
| 3                                                      | 41    | Aleix Espargaró       | Aprilia Racing               | Aprilia | 26  | +1.925         | 6         | 16   |
| 4                                                      | 33    | Brad Binder           | Red Bull KTM Factory Racing  | KTM     | 26  | +1.528         | 5         | 13   |
| 5                                                      | 89    | Jorge Martín          | Prima Pramac Racing          | Ducati  | 26  | +1.934         | 10        | 11   |
| 6                                                      | 73    | Álex Márquez          | Gresini Racing MotoGP        | Ducati  | 26  | +12.437        | 9         | 10   |
| 7                                                      | 10    | Luca Marini           | Mooney VR46 Racing Team      | Ducati  | 26  | +14.174        | 3         | 9    |
| 8                                                      | 30    | Takaaki Nakagami      | LCR Honda Idemitsu           | Honda   | 26  | +14.616        | 14        | 8    |
| 9                                                      | 21    | Franco Morbidelli     | Monster Energy Yamaha MotoGP | Yamaha  | 26  | +29.335        | 15        | 7    |
| 10                                                     | 37    | Augusto Fernández     | GasGas Factory Racing Tech3  | KTM     | 26  | +33.736        | 20        | 6    |
| 11                                                     | 32    | Lorenzo Savadori      | Aprilia Racing               | Aprilia | 26  | +35.084        | 18        | 5    |
| 12                                                     | 25    | Raúl Fernández        | CryptoData RNF MotoGP Team   | Aprilia | 26  | +39.622        | 16        | 4    |
| 13                                                     | 6     | Stefan Bradl          | LCR Honda Castrol            | Honda   | 26  | +42.504        | 19        | 3    |
| 14                                                     | 94    | Jonas Folger          | GasGas Factory Racing Tech3  | KTM     | 26  | +45.609        | 22        | 2    |
| Ret                                                    | 49    | Fabio Di Giannantonio | Gresini Racing MotoGP        | Ducati  | 18  | Ngã xe         | 13        |      |
| Ret                                                    | 27    | Iker Lecuona          | Repsol Honda Team            | Honda   | 14  | Hư cơ khí      | 21        |      |
| Ret                                                    | 88    | Miguel Oliveira       | CryptoData RNF MotoGP Team   | Aprilia | 12  | Chấn thương    | 11        |      |
| Ret                                                    | 23    | Enea Bastianini       | Ducati Lenovo Team           | Ducati  | 6   | Ngã xe         | 17        |      |
| Ret                                                    | 12    | Maverick Viñales      | Aprilia Racing               | Aprilia | 3   | Ngã xe         | 7         |      |
| Ret                                                    | 20    | Fabio Quartararo      | Monster Energy Yamaha MotoGP | Yamaha  | 2   | Ngã xe         | 4         |      |
| Ret                                                    | 5     | Johann Zarco          | Prima Pramac Racing          | Ducati  | 2   | Ngã xe         | 8         |      |
| Ret                                                    | 43    | Jack Miller           | Red Bull KTM Factory Racing  | KTM     | 1   | Ngã xe         | 12        |      |
| DNS                                                    | 93    | Marc Márquez          | Repsol Honda Team            | Honda   |     | Không tham gia |           |      |
| Fastest lap: Jorge Martín (Ducati) – 1:33.065 (lap 13) |       |                       |                              |         |     |                |           |      |
| Kết quả đua chính                                      |       |                       |                              |         |     |                |           |      |

- Marc Márquez bị chấn thương nên không tham gia cuộc đua chính

## Bảng xếp hạng sau chặng đua
|   | Stt | Tay đua           | Điểm |
| - | --- | ----------------- | ---- |
|   | 1   | Francesco Bagnaia | 194  |
|   | 2   | Jorge Martín      | 159  |
|   | 3   | Marco Bezzecchi   | 158  |
| 1 | 4   | Brad Binder       | 114  |
| 1 | 5   | Johann Zarco      | 109  |

|  | Stt | Xưởng đua | Điểm |
|  | --- | --------- | ---- |
|  | 1   | Ducati    | 285  |
|  | 2   | KTM       | 153  |
|  | 3   | Aprilia   | 121  |
|  | 4   | Honda     | 89   |
|  | 5   | Yamaha    | 82   |

|  | Stt | Đội đua                     | Điểm |
|  | --- | --------------------------- | ---- |
|  | 1   | Prima Pramac Racing         | 268  |
|  | 2   | Mooney VR46 Racing Team     | 256  |
|  | 3   | Ducati Lenovo Team          | 222  |
|  | 4   | Red Bull KTM Factory Racing | 193  |
|  | 5   | Aprilia Racing              | 133  |